# 원자로 격납 건물
원자로 격납 건물(reactor containment building)은 핵심설비인 원자로와 원자로 냉각재계통이 설치된 콘크리트 건물로, 가장 보편전인 원자로인 가압경수로의 원자로 격납 건물은 통상 반구형 지붕을 가진, 원자력 발전소의 상징이다.

## 구조
가압경수로 발전소의 경우, 원자력발전소의 핵심인 원자로가 정중앙에 위치하고 대형배관으로 연결된 증기발생기와 가압기, 원자로냉각재펌프가 배치되어 있다. 원자로와 연결된 이들 기기들을 원자로 냉각재계통(혹은 1차계통)이라 하며, 계통 내부에는 경수(H2O)인 냉각수가 고온고압 상태로 순환하며 핵분열 시 발생한 열에너지를 증기발생기로 운반하는 역할을 한다. 증기발생기에서는 원자로 격납 건물 외부에서 공급된 2차계통의 냉각수(또는 급수)가 1차계통의 열에너지에 의해 증기로 변하며 터빈을 돌려 최종적으로는 전기에너지를 생산한다.
원자로격납건물 내부에는 원자로냉각재계통의 배관파단 등으로 냉각수가 상실될 경우, 이를 신속히 보충하기 위한 안전주입탱크가 설치되어 있다. APR 1400형 원자력 발전소에는 원자로 격납 건물 바닥에 환형의 대형수조(IRWST)가 설치되어 있어, 핵연료교체운전 시 방사선 차폐용으로 쓰거나 원자로냉각재계통 냉각수 상실 시 보충수로 쓸 수 있는 냉각수가 보관되어 있다. APR 1400형 이외의 구형 원자력발전소에는 같은 용도의 냉각수를 격납건물 외부에 별도로 설치된 재장전수 저장수조에 보관한다.
원자로 격납 건물은 약 1.2m 두께의 철근콘크리트 벽체로 되어 있으며, 내부는 강철판으로 밀폐되어 있다. 이 콘크리트벽과 강철판은 사고가 발생했을 때, 방사성물질의 외부 누설 및 누출을 방지하는 다중방호벽으로, 최후방벽 기능을 수행한다. 따라서 원자로격납건물 내부에서 발생 가능한 모든 설계기준사고에 대비해 건물 내부의 압력이 상승해도 안전성이 유지될 수 있다. 원자로 격납 건물의 콘크리트 벽체 속은 건물의 인장강도를 높이는 포스트텐셔닝(post tensioning) 공법에 따라 가로와 세로 방향으로 굵은 강철선(tendon)이 촘촘히 배치되어 있다.
원자로 격납 건물의 천장에는 사고 발생 시, 고온의 증기누출로 내부 압력이 상승할 경우, 저온의 물을 분사하여 수증기를 응축시켜 압력상승을 완화하도록 격납건물 살수노즐이 설계되어 있다. 또한 건물 내부에는 핵연료가 용융될 경우, 수소기체의 발생 및 축적으로 폭발이 일어나는 것을 방지하기 위해 수소결합기가 설치되어 있다. 동시에 원자로격납건물 내부 공기를 필터를 통해 대기로 배출할 수 있는 배기계통도 설치되어 있다.
원자로 격납 건물의 크기는 사고가 발생했을 때 내부의 원자로 냉각재계통에서 방출될 수 있는 에너지량에 비례하여 결정되며, 이는 통상 원자로의 정격출력에 비례한다. 또한 격납 건물 상부의 공간에는 크레인이 설치되어 있어 증기발생기와 같은 원자로 냉각재계통의 대형기기들을 수리하고 교체할 수 있도록 되어 있다.

## 내부 구조물

### 증기 발생기
원자로격납건물 내부에 있는 '증기 발생기'는 원자로냉각재계통의 일부분으로 크기로 볼 때 가장 큰 기기이다. 1차계통에서 2차계통으로 열에너지를 전달하는 대형 열교환기라고 할 수 있는데, 원자로에서 가열된 원자로 냉각재가 증기발생기 내의 전열관 속을 흐르는 동안 전열관을 둘러싸고 있으며, 상대적으로 온도가 낮은 2차계통 냉각재는 전열관 벽을 통해 열에너지를 전달 받도록 설계된다.
가압경수로의 증기발생기 전열관은 지름 2cm 이하의 U자관(U-tube)들을 뒤집어 놓은 형태로 설치된다. 한쪽 끝에서 공급된 원자로 냉각재가 반대쪽에서 모여 다시 원자로로 공급되도록 설계됐다. 전열관의 길이 및 개수는 원자로의 출력에 비례하여, 충분한 열전달이 가능하도록 설계됐다. 1,000MWe급 OPR 1000 발전소는 증기발생기 1기당 약 8,500여 개, 1,400MWe급의 APR 1400 발전소는 약 13,000여 개가 설치된다. 또한 전열관은 관판(tube Sheet)이라 부르는 두꺼운 철판에 설치되어 중간에 여러 개의 지지구조물에 의해 지탱된다. 전열관의 재질은 내부에 가해지는 1차계통의 고온고압 조건에 견딜 수 있을 뿐만 아니라 전열관 벽을 통해 효율적으로 열전달이 이루어질 수 있어야 한다. 또한 진동에 따른 마모나 화학적 부식에도 견딜 수 있어야 해서 Inconel 690이라는 합금강이 주로 사용된다.
증기발생기의 구조는 상부 및 하부의 원통형 용기에 반구형 상·하부 헤드가 달린 탄소강재질의 용기이며, 하부의 원통용기 내에는 전열관 다발들이 들어 있고, 상부에는 습분분리기와 증기건조기가 있다. 증기발생기의 상부헤드는 스팀 돔(steam dome)이라고도 하며, 1~2개의 증기 출구노즐이 있다. 하부헤드에는 원자로에서 공급되는 원자로냉각재의 입구노즐이 설치되고 반대쪽에는 출구노즐이 있으며, 중앙에 분리벽이 설치되어 있다. 원자로냉각재의 입구노즐은 모든 원자로가 그 종료에 관계없이 하나씩 설치되지만, 출구노즐은 원자로냉각재계통의 특성에 따라 OPR 1000과 APR 1400 발전소의 경우에는 2개씩 달려 있다.
2차계통 냉각수는 전열관 다발의 하부로 공급되고, 전열관 외벽에서 열에너지를 전달 받아 끓는온도에 도달해 증기 상태로 전환되어 증기발생기 상부로 올라간다. 전열관 다발 영역을 빠져나온 증기는 다량의 습분이 동반되므로 습분분리기와 증기건조기를 거쳐 증기발생기 상부에 설치된 증기 출구노즐을 통하여 빠져나간다. 따라서 가압경수로의 증기발생기는 포화증기(saturated steam)를 생성하여 터빈에 공급된다. 일반적으로 터빈을 보호하고,  발전효율을 높이기 위해 정상운전 시 허용되는 습분동반율을 0.25% 이하로 제한된다. 습분분리기에서 분리된 수분은 다시 전열관 하부로 들어가 재순환하도록 증기발생기의 원주 방향에 하향유로가 설치되어 있다.
증기발생기 하부의 원통형 용기 바깥으로는 2차계통 냉각수가 공급되는 급수노즐이 있다. 증기발생기에 공급되는 급수의 90%는 전열관이 부착된 관판 바로 위쪽의 원자로냉각재 출구노즐 쪽으로 공급되고, 나머지 10%는 하향유로 상부에 설치된 노즐로 공급된다. 하향유로로 공급된 급수는 습분분리기에서 분리되어 재순환하는 2차계통 냉각수와 혼합된 후 튜브 하단으로 흘러 전열관 다발 지역으로 공급된다. 설계 특성에 따라 절탄기(economizer)가 설치된 증기발생기의 경우 하향유로로 순환하는 2차계통 냉각수의 일부가 절탄기 상단 부분에서 전열관 다발 지역으로 공급되도록 설계되어 있다.

#### 원자력 발전소의 주증기계통
원자력 발전소의 주증기계통은 증기발생기에서 생성된 증기를 터빈으로 수송하는 기능을 수행하는 일련의 구조물을 말한다. 주증기배관, 주증기대기방출밸브(atmospheric dump valve), 주증기안전밸브(main steam safety valve), 주증기격리밸브(main steam isolation valve), 터빈우회밸브(turbine bypass valve) 및 주증기공동관(common header)으로 구성되어 있다.
각 증기발생기에 연결된 1~2개의 증기노즐을 통하여 공급되는 증기는 ADV, MSSV, MSIV를 거쳐 터빈 건물에서 하나의 주증기 공동관에 모여 고압터빈으로 보내진다. 주증기공동모관에는 터빈우회배관이 연결되는데, 터빈의 급작스런 정지 또는 급격한 출력감발 시 잉여증기를 복수기 혹은 대기로 직접 보낼 수 있게 되어 있으며, 총 8개의 배관으로 나누어져 있다. 각각의 배관에는 터빈우회밸브가 달려 있다.
주증기안전밸브는 주증기계통의 과도한 압력을 방지할 수 있도록 각 증기배관마다 4~5대씩 설치된다. 모든 밸브의 총방출용량은 전출력운전 시의 증기유량에 해당하도록 충분히 크게 설계되어 있다. 주증기격리밸브는 증기배관이 파손됐을 때 증기 방출에 따른 원자로냉각재계통의 과도한 냉각을 방지하기 위하여 증기발생기를 격리시키는 역할을 한다. 대기방출밸브는 증기발생기가 격리되었거나 터빈정지와 동시에 복수기의 기능이 상실되었을 때 잉여증기를 대기로 직접 방출하여 원자로냉각재계통을 냉각시킬 수 있게 되어 있다. 주증기안전밸브는 스프링작동 밸브로 증기압력이 설정값에 도달하면 순차적으로 자동 개방된다. 대기방출밸브는 주제어실 또는 원격정지반에서 수동으로 조작할 수 있다.
터빈우회밸브는 전출력 증기유량의 55% 이상을 방출할 수 있는 용량을 갖고 있다. 잉여증기를 터빈을 거치지 않고 방출시켜 발전소의 부하상실이나 터빈정지 시 1차계통의 과열로 인한 원자로 정지를 방지하고 불필요한 주증기안전밸브의 개방도 방지한다. OPR 1000 발전소에서는 2대의 대기방출터빈우회밸브를 이용하여 약 15%의 증기를 대기로 방출하게 되어 있다. 그리고 나머지 6대의 복수기방출터빈우회밸브를 이용해 약 40%의 증기를 복수기로 방출하게 된다. 반면 APR 1400 발전소에서는 8대 터빈의 우회밸브는 모두 복수기로 증기를 방출하도록 되어 있다.

### 원자로 냉각재펌프
원자로 냉각재펌프는 원자로 노심에서 핵분열에 의해 발생한 열에너지가 증기 발생기로 전달되도록 원자로 냉각재를 강제로 순환시키는 역할을 담당한다. 또한 원자로 기동 시, 차가운 원자로 냉각재를 정상운전 온도까지 가열하는 역할도 한다. 원자로 냉각재펌프는 증기발생기와 원자로를 연결하는 배관의 중간에 상대적으로 낮은 온도의 냉각재가 흐르는 저온관 부근에 설치된다. 원자로 출력에 비례해 충분한 유량을 제공하는 동시에, 원자로 냉각재계통 내의 유체유동 저항에 의해 압력이 강하되는 점을 고려해 그만큼 압력을 상승시킬 수 있는 수두(water head)를 제공하여야 한다.
가압경수로형 발전소에서는 대체로 원자로냉각재펌프에 전동기로 구동되는 원심형펌프를 쓰고 있는데, 비교적 낮은 수두와 높은 유량을 제공하여야 하므로 단단형(single stage) 펌프가 주로 쓰인다. 원자로냉각재는 증기발생기 출구노즐에서 들어와 원자로냉각재펌프의 하부를 거쳐 보통 '임펠라(impeller)'라고 하는 회전날개를 돌려 속도를 높인 후 수평방향으로 방출시켜 원자로의 입구노즐로 보내게 된다.
원자로 냉각재펌프는 수직형 펌프로, 상부에 펌프의 회전을 조절하는 대형 전동기가 설치되어 있고, 펌프 내부의 임펠라와 축으로 연결된다. 원자로냉각재계통의 기기 중 유일한 회전기기로 고압의 냉각재가 회전축 방향으로 누설되지 않도록 정교한 밀봉장치가 설치되어 있다. 또한 펌프의 전동기에 전원공급이 중단될 경우 냉각재 유량의 급격한 감소로 핵연료봉이 과열되는 것을 방지하기 위해 무거운 금속으로 된 관성바퀴(flywheel)가 장착되어 있다. 관성바퀴는 펌프에 공급되는 전원이 상실되어도 관성서행(coastdown)을 하기 때문에, 냉각재 유량이 서서히 감소하도록 돕는다. 이밖에 내부 회전체를 지지하는 베어링의 윤활과 냉각에 필요한 각종 보조계통 기기들이 갖추어져 있다.

### 가압기
가압경수로의 원자로 냉각재계통은 300°C 이상의 고온에서도 냉각재인 물이 끓지 않도록 150기압 이상의 고압 상태를 유지해야 한다. 또한 출력이 달라지거나 과도해질 경우, 냉각재의 온도 변화로 인한 팽창 및 수축이 발생하는 등 냉각제 부피 변동을 효과적으로 수용할 수 있어야 한다. 냉각재의 부피가 변하면 폐회로로 구성된 원자로 냉각재계통의 압력 변동이 유발되므로, 이를 적절히 제어하여 계통의 압력을 조절할 수 있어야 한다. 따라서 가압경수형 원자로에서는 가압기를 이용해 원자로냉각재계통의 압력을 유지하고 조절한다.
가압기는 원자로 냉각재계통의 고온관에 '밀림관'이라 부르는 배관으로 연결된 탄소강 재질의 대형 금속용기이다. 외형적으로 상·하부에 반구형 헤드를 가진 긴 원통형 용기이고, 밀림관은 가압기의 하부헤드 노즐을 통하여 고온관으로 연결되어 있다.
정상운전 시, 가압기 내부는 절반 정도가 냉각재로 채워지고, 상부는 증기 상태로 운전되는 포화상태(saturated condition)를 유지한다. 가압기 상부헤드에는 압력이 급격히 상승할 경우에 대비해, 미리 설정해둔 압력에 맞춰 증기를 방출하는 안전밸브들이 설치되어 있다. 필요시 운전원이 수동조작으로 작동시킬 수 있는 방출밸브들도 있다. 또한 가압기 살수계통이 연결되어 있어, 원자로 냉각재펌프 후단의 저온관과 화학체적제어계통의 충전펌프에서 나오는 상대적으로 낮은 온도의 냉각수를 배관을 통해 가압기 상부 중앙의 살수노즐로 공급할 수 있다. 살수계통은 압력 상승을 제어할 상황이 생기면 가압기 상부의 증기 영역에 물을 뿌려 증기를 응축시키는 역할을 한다. 반면, 가압기 하부에는 침수형 전열기가 설치되어 있어, 압력하락을 제어하여야 할 상황이 발생하면 전열기를 가열해 증기를 생성시킨다.
가압기의 크기는 원자로 냉각재계통의 전체 부피에 비례하여 설계가 이루어진다. 이는 원자로의 출력과도 비례한다. 따라서 가압기는 원자로 냉각재의 팽창 및 수축을 수용할 수 있도록 충분한 용량이어야 한다. 또한 가상의 설계기준사고 시 압력변동을 흡수하여, 원자력발전소의 안전계통 및 운전원이 사고에 대처할 수 있는 시간적인 여유를 제공할 수 있어야 한다.

## 격납 건물 파손 사고
노심이 녹는 중대사고가 발생하고, 이 노심용융물을 적절히 냉각시키지 못할 경우 노심용융물에 의해 원자로 용기가 파손된다. 원자로 용기가 파손되어 노심 용융물이 격납건물로 방출될 경우 다양한 원인에 의해 격납건물의 건전성이 위협받는다.
격납건물 건전성의 주요 위협 요인은 다음과 같다.
1. 격납건물 내 기체 압력의 상승으로 인한 격납건물 과압 파손이다. 냉각재로 사용되는 물이 기화하여 생성된 증기는 격납건물 내부의 압력을 높인다. 또한, 노심 용융물과 격납건물 하부의 콘크리트가 반응하여 발생하는 혼합 기체로 인해, 격납건물 압력이 상승하게 된다.
2. 격납건물 내로 방출된 수소의 연소 혹은 수소 폭발로 인한 파손 가능성이다.
3. 격납건물 내의 냉각수와 노심 용융물이 반응하여 증기 폭발 현상을 일으킬 수 있는데, 그때 발생한 동압에 의해 격납건물이 손상될 수 있다.
4. 고압용융물 분출에 의한 격납건물 직접가열로 인한 파손이다. 원자로 용기 파손에 의해 노심용융물은 원자로공동으로 고압으로 분출된 후, 격납건물 상부로 이송되어, 격납건물 내 대기와 구조물에 열을 전달한다. 이때 격납건물 내 대기 중에 방출된 냉각수가 증발하면서 대기 중의 열을 제거하는 효과는 있지만, 증발에 의한 대기 중 증기 양의 증가 및 금속 용융물의 산화 반응을 촉진시켜 격납건물 대기 압력을 가중시킬 수 있다.
5. 이 외에 격납건물의 내부와 외부로 연결된 배관의 파손, 혹은 중대사고로 인하여 증기발생기 파단 사고 등의 격납건물 우회사고가 있다. 이 경우에는 원자로 용기에서 발생된 핵분열 생성물이 외부의 대기로 직접 방출되게 된다.

대한민국 원전의 격납건물은 중대사고 시 격납건물 하중이 노심손상 후 24시간 동안 미국기계학회 기술기준(ASME)의 계수하중 범위를 초과하지 않도록 설계되어 있다. 24시간 이후에도 핵분열 생성물 방출을 최소화하도록 기밀방벽의 역할을 수행하도록 되어 있다.